# Morville (Vosges)
Morville é uma comuna francesa na região administrativa de Grande Leste, no departamento de Vosges. Estende-se por uma área de 3,41 km². Em 2010 a comuna tinha 51 habitantes (densidade: 15 hab./km²).